# 楚灭夔之战
楚灭夔之战，楚国在公元前634年（周襄王十八年、鲁僖公二十六年、楚成王三十八年），攻灭夔国（今湖北省秭归县东）的作战。
夔国是楚国的西部邻国，楚成王为了扩大疆域和解除东进、北进的后顾之忧，计划灭掉夔国。夔君（夔子）不祭祀祝融和鬻熊，楚国责备。夔君回答：“我们的先王熊挚有病，鬼神不肯赦免，让他死去，所以自己流窜到夔，我国于是失去楚国的救助，为什么祭祀？”前634年秋，楚国的令尹成得臣、司马鬬宜申领兵灭亡夔国，抓了夔君回国。